# Gallinula silvestris
Gallinula silvestris là một loài chim trong họ Rallidae.